# العلاقات الكوبية اللبنانية
العلاقات الكوبية اللبنانية هي العلاقات الثنائية التي تجمع بين كوبا ولبنان.

## مقارنة بين البلدين
هذه مقارنة عامة ومرجعية للدولتين:
| وجه المقارنة                                              | كوبا                              | لبنان                                                                |
| --------------------------------------------------------- | --------------------------------- | -------------------------------------------------------------------- |
| المساحة (كم2)                                             | 109.88 ألف                        | 10.45 ألف                                                            |
| عدد السكان (نسمة)                                         | 11.48 مليون                       | 6.10 مليون                                                           |
| الكثافة السكانية (ن./كم²)                                 | 104.48                            | 583.73                                                               |
| العاصمة                                                   | هافانا                            | بيروت                                                                |
| اللغة الرسمية                                             | اللغة الإسبانية                   | اللغة العربية، لغة فرنسية                                            |
| العملة                                                    | بيزو كوبي، بيزو كوبي قابل للتحويل | ليرة لبنانية                                                         |
| الناتج المحلي الإجمالي (بليون دولار)                      | 87.13 مليار                       | 51.84 مليار                                                          |
| الناتج المحلي الإجمالي (تعادل القوة الشرائية) بليون دولار |                                   | 81.54 مليار                                                          |
| الناتج المحلي الإجمالي الاسمي للفرد دولار أمريكي          |                                   | 8.05 ألف                                                             |
| الناتج المحلي الإجمالي للفرد دولار أمريكي                 |                                   | 17.46 ألف                                                            |
| مؤشر التنمية البشرية                                      | 0.769                             | 0.769                                                                |
| رمز المكالمات الدولي                                      | +53                               | +961                                                                 |
| رمز الإنترنت                                              | .cu                               | .lb                                                                  |
| المنطقة الزمنية                                           | 00                                | ت ع م+02:00، ت ع م+03:00، توقيت شرق أوروبا، توقيت شرق أوروبا الصيفي ‏ |

## منظمات دولية مشتركة
يشترك البلدان في عضوية مجموعة من المنظمات الدولية، منها:
| علم المنظمة | اسم المنظمة                   | تاريخ انضمام كوبا | تاريخ انضمام لبنان |
| ----------- | ----------------------------- | ----------------- | ------------------ |
|             | الأمم المتحدة                 | 24 أكتوبر 1945    | 24 أكتوبر 1945     |
|             | الاتحاد الدولي للاتصالات      | 16 يناير 1918     | 12 يناير 1924      |
|             | الاتحاد البريدي العالمي       | ?                 | ?                  |
|             | منظمة الشرطة الجنائية الدولية | ?                 | ?                  |
|             | منظمة حظر الأسلحة الكيميائية  | ?                 | ?                  |
|             | يونسكو                        | 29 أغسطس 1947     | 4 نوفمبر 1946      |

## أعلام
هذه قائمة لبعض الشخصيات التي تربطها علاقات بالبلدين:
- قائمة اللبنانيين في كوبا (قائمة ويكيميديا)
- ليليان لاندور (عقد 1950 – )

## وصلات خارجية
- موقع وزارة الخارجية الكوبية